# Amphilestidae
Amphilestidae — родина мезозойських ссавців, які зазвичай вважаються евтриконодонтами. Вони можуть утворювати парафілетичну або поліфілетичну групу, хоча вони мають спільні з Gobiconodontidae подібні моделі оклюзії зубів і можуть бути особливо тісно пов'язані з ними. Вони зустрічаються від середньої юри до сеноману і поширені по Лавразії.